# Fugger en Welser belevingsmuseum

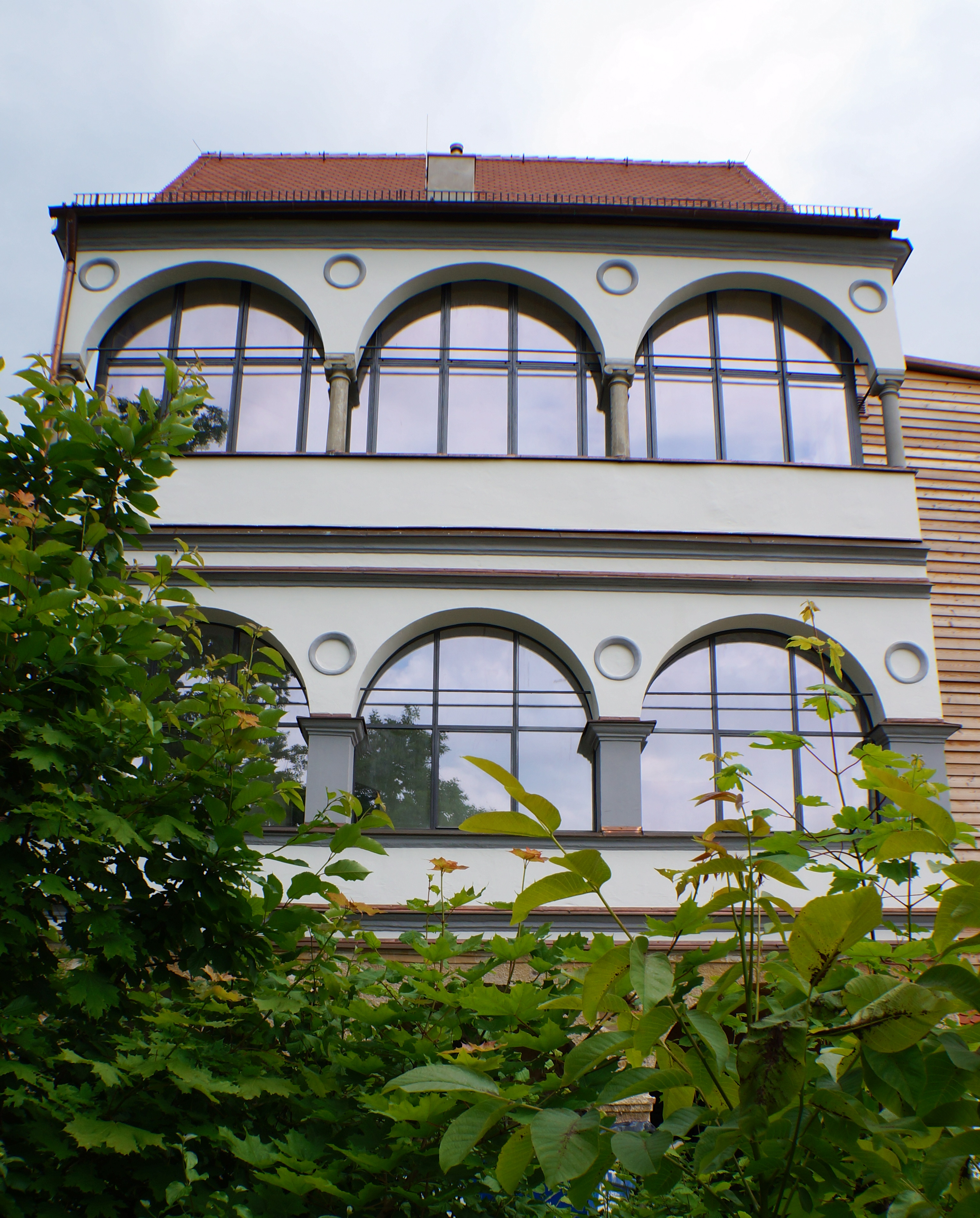
De uit arcaden bestaande fącade van het Fugger en Welser belevingsmuseum

Het Fugger en Welser belevingsmuseum  (Duits: Fugger und Welser Erlebnismuseum) is een belevingsmuseum in het 16e-eeuwse Wieselhaus in de Duitse stad Augsburg.
De families Welser en Fugger waren voorname koopmansgeslachten uit die stad. De Welsers hadden vele factorijen in Europa en twee in Midden-Amerika. Ze waren ook de grondleggers van de kolonie Klein-Venedig, die bestaan heeft tussen 1528 en 1546. Het grondgebied van deze voormalige kolonie is later verdeeld over de landen Venezuela, Guyana en Colombia.
Het belevingsmuseum werd opgericht in 2014. Het museum bevindt zich aan de Äußeren Pfaffengässchen 23 aan de noordoostelijke rand van de kathedraalwijk (Duits: Domviertel) van Augsburg, in de directe omgeving van de kloostertuin van de Abdij van Sint-Stephanus.

## Geschiedenis
Het Wieselhaus, waarin het museum gevestigd is, werd rond het jaar 1530 gebouwd voor de brillenmaker en telescoopbouwer Johan Wiesel uit Augsburg. Het huis is gebouwd in de stijl van de Renaissance. Wiesel woonde er tussen 1637 en 1642. Het pand is meerdere malen verbouwd. Het gebouw kwam ongeschonden uit de Tweede Wereldoorlog, als een van weinige gebouwen in die wijk.
Het pand verkeerde lange tijd in slechte bouwkundige staat, totdat het in 2009 gerestaureerd en herontwikkeld werd door de Stiftung Katholischer Studienfonds. Het gebouw werd eind 2013 overgenomen door de Toeristische dienst van de Regio Augsburg, die het inrichtte als belevingsmuseum.

## Opzet van het museum
De collectie toont grotendeels originele stukken uit de 15e en 16e eeuw die echt van de Fuggers en Welsers geweest zijn. Het museum maakt bij de uitbeelding veel gebruik van moderne technieken, zoals filmprojecties. Daarnaast legt het verbindingen tussen de 15e en 16e eeuw, de huidige tijd en het hedendaagse zakenleven.

## Afbeeldingen

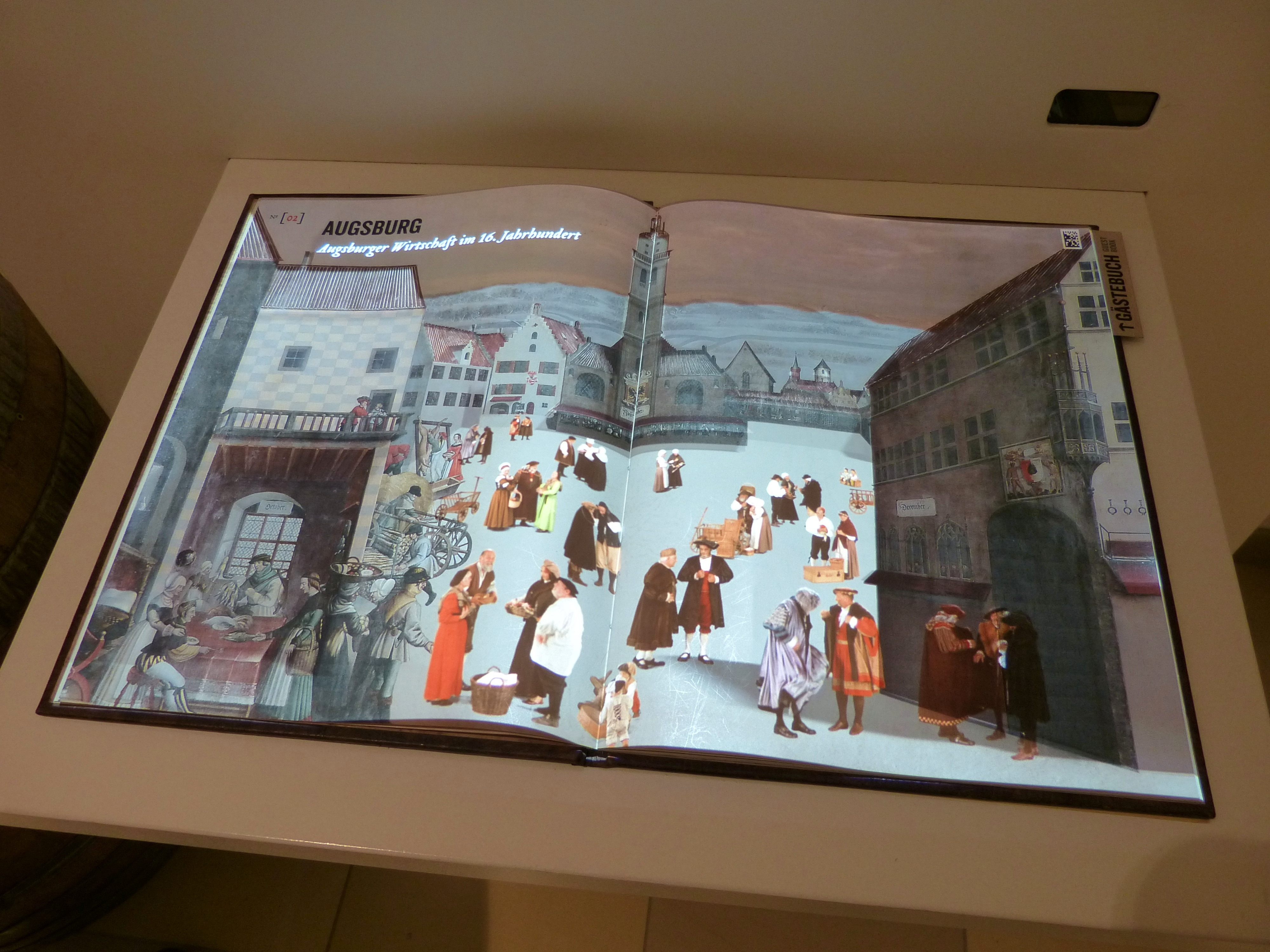
Het "Levende boek", aan het beginpunt van het museum
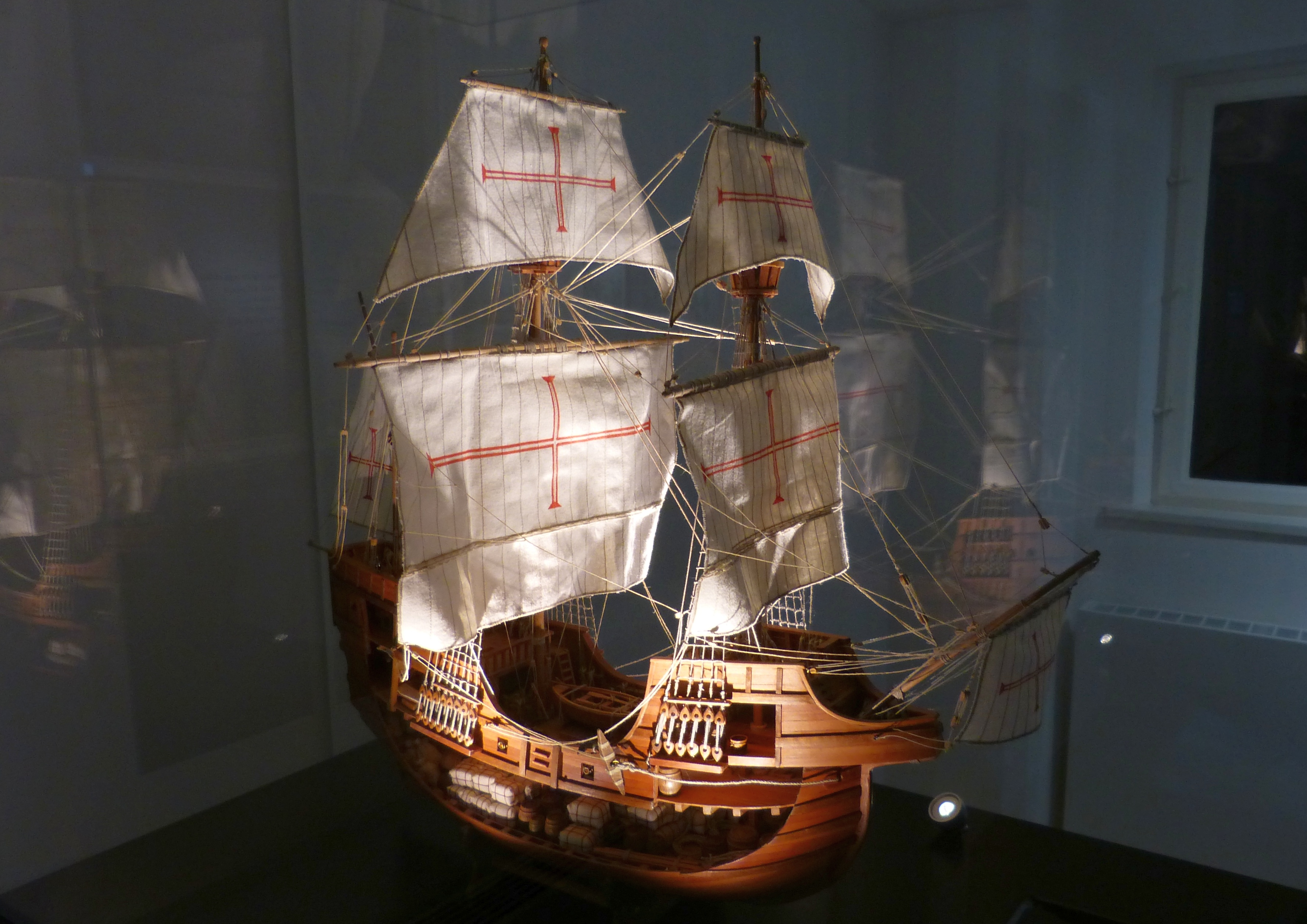
Scheepsmodel van de Nao Lionarda
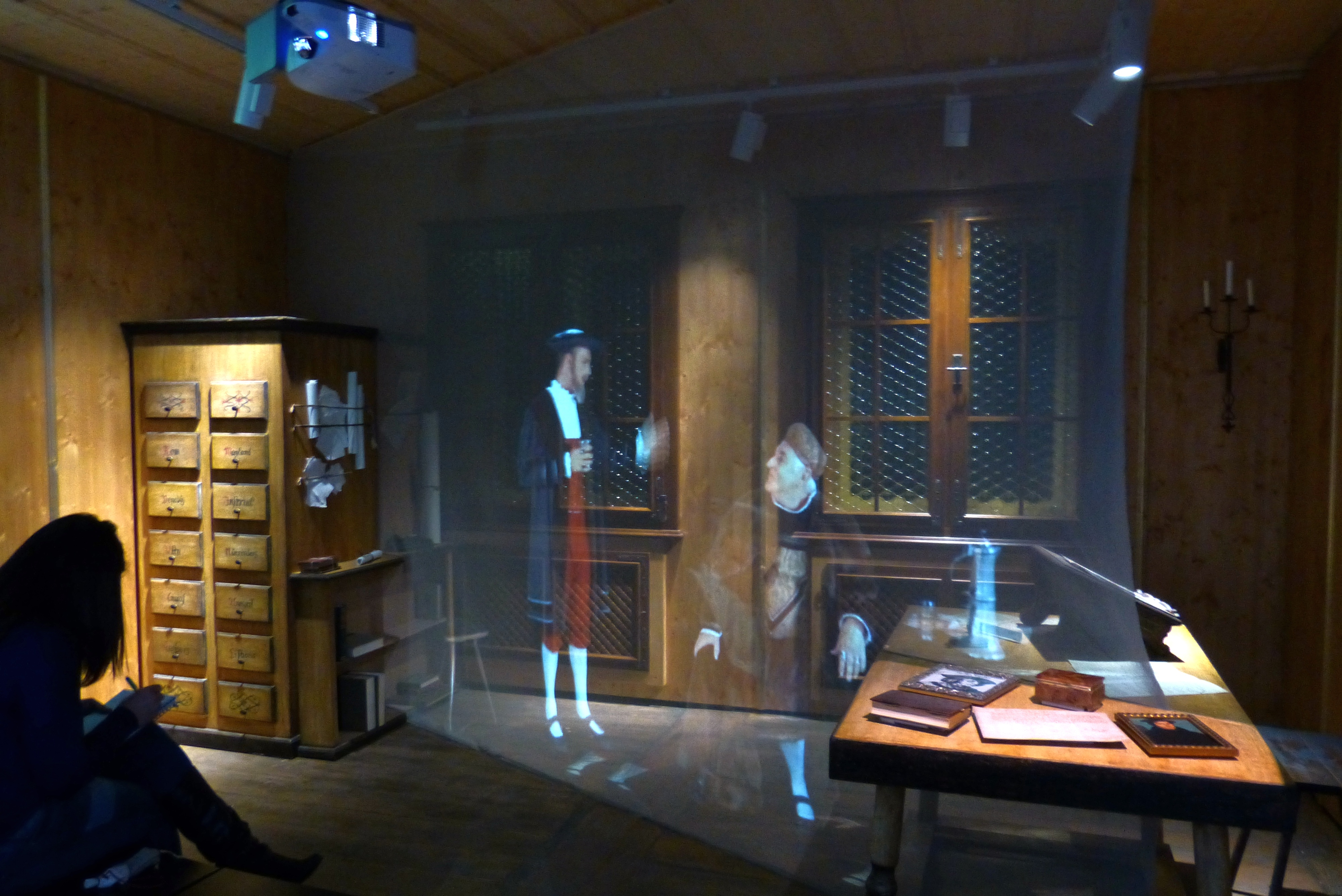
Filmprojectie van een gesprek tussen Jakob Fugger (Heinz Schulan) en Bartolomeüs V. Welser (Florian Keis)

- Gemeinsame Normdatei: 1052154875
- Virtual International Authority File: 308748935